# تپه قلعه بزوش
تپه قلعه بزوش مربوط به اواخر هزاره اول قبل از میلاد است و در شهرستان کامیاران، بخش مرکزی، روستای بزوش واقع شده و این اثر در تاریخ ۲۳ شهریور ۱۳۸۲ با شمارهٔ ثبت ۱۰۱۰۰ به‌عنوان یکی از آثار ملی ایران به ثبت رسیده است.